# Abraham Almonte
Abraham Almonte (né le 27 juin 1989 à Saint-Domingue, République dominicaine) est un voltigeur des Red Sox de Boston de la Ligue majeure de baseball.

## Carrière
Abraham Almonte signe son premier contrat professionnel en 2005 avec les Yankees de New York. Il évolue en ligues mineures dans l'organisation des Yankees pendant 7 saisons, de 2006 à 2012, avant d'être échangé aux Mariners de Seattle contre le lanceur de relève droitier Shawn Kelley le 13 février 2013.
Almonte fait ses débuts dans le baseball majeur avec les Mariners le 30 août 2013, après une saison passée principalement au niveau Triple-A des ligues mineures chez les Rainiers de Tacoma, club-école de la franchise de Seattle. En 25 matchs joués dans les dernières semaines de la saison 2013 des Mariners, Almonte récolte 19 coups sûrs dont deux circuits, avec 10 points comptés, 9 points produits et un but volé. Son premier coup sûr dans les grandes ligues est réussi dès son premier match, contre le lanceur Philip Humber des Astros de Houston, tandis que son premier circuit dans les majeures est frappé le 9 septembre suivant aux dépens du lanceur Chia-Jen Lo, de ces mêmes Astros.
Le 31 juillet 2014, les Mariners échangent Almonte et le lanceur droitier des ligues mineures Stephen Kohlscheen aux Padres de San Diego contre le voltigeur Chris Denorfia. En 63 matchs des Padres à cheval sur les saisons 2014 et 2015, Almonte frappe pour ,243 de moyenne au bâton avec deux coups de circuit. 
Le 31 juillet 2015, il est transféré des Padres aux Indians de Cleveland contre le releveur gaucher Marc Rzepczynski. Almonte termine 2015 avec 5 circuits, 24 points produits, 7 buts volés et une moyenne au bâton de ,250 en 82 matchs joués au total pour San Diego et Cleveland.
Le 26 février 2016, le baseball majeur suspend Almonte 80 matchs pour usage de Boldenone, révélé par un contrôle antidopage.